# 攻殻機動隊シリーズの用語一覧
攻殻機動隊シリーズの用語一覧（こうかくきどうたいシリーズのようごいちらん）では、「攻殻機動隊シリーズ」で使用される架空の用語について述べる。

## 組織・勢力
公安9課
主人公草薙素子らが所属する内務省・首相直属の防諜機関・攻性組織（非公開組織）。表向きは国際救助隊の名目で設立された。電脳化・義体化の普及により、凶悪化の一途を辿る犯罪に対応するため、9課には、憲法を超越する権力と戦闘能力が付与されている。日本政府にとっての後ろ暗い仕事を、9課は“銃と戦車”によって解決してきた。
犯罪の芽を事前に探し出し、これを除去するために、法に縛られない超法規的な活動と、暴力装置の行使が認められている9課は、思考戦車という“殻”を着て戦う“攻性”の組織であることから“攻殻機動隊”とも呼ばれている。
本作のタイトルはこの組織の通称である。
内務省
本作における日本の行政機関。公安9課は内務省に直属している。政府から公安9課に出動要請がなされる場合は、内務省を通じて行われる。『東のエデン』において、セレソンNo.1の物部大樹が内務省の復活を画策していた。
条約審議部
外務省条約審議部（通称・公安6課）。原作や映画版第1作、『攻殻機動隊 S.A.C. Solid State Society』で登場する。
日本政府にとっての後ろ暗い仕事を、6課は“金と工作員”によって解決してきた。
『攻殻機動隊 S.A.C. SSS』では、シアク共和国の独裁者であり、日本に亡命していたカ・ルマ将軍の暗殺を行ったほか、条約審議部・第6資料室で部長の中村と草薙が会話するシーンがある。
内閣情報庁
通称「内庁」。内閣情報調査室と安全保障会議（現・国家安全保障会議及び国家安全保障局）、外務省国際情報局（現・外務省国際情報統括官組織）などを統合して作られた「内閣報道庁」が、省庁再編を機に名称変更して誕生した、最も新しい行政組織である。防衛省防衛局（現・防衛政策局）からも大量の人材を受け入れており、合田も防衛省から内庁にヘッドハンティングされて入庁した。内閣官房長官の下、国内外問わず情報の収集、分析および操作を行う。合田が代表補佐官を務める「戦略影響調査会議」は、国内外の情報収集、分析だけでなく、自衛軍の国内外での活動について、非合法な情報活動を行っている。また、組織力では9課を凌ぐ。
『SECTION-9』では、『2nd GIG』での官房長官と代表補佐官の顛末が原因で内庁は廃止されている。
自衛軍・国防軍
本作における日本国の軍隊。
『攻殻 S.A.C.』シリーズでは、日本国憲法第9条の改正によって自衛隊が自衛軍となっており、陸上自衛軍・航空自衛軍・海上自衛軍の三軍が登場している。装備としては自動小銃や装輪式装甲車、多脚戦車（18式戦車やHAW-206）や自動爆撃ヘリに加え、護衛艦やイージス艦、ヘリ空母、「EP-3C」哨戒機などを保有している。また、複数の特殊部隊（陸上自衛軍の「レンジャー4課」、後述する海上自衛軍の「海坊主」）も有している。『2nd GIG』終盤では「出島」における難民の武装蜂起を鎮圧すべく出動し、海上自衛軍のヘリ空母から発艦した自動爆撃ヘリが出島の武装難民拠点を空爆した他、艦隊による「出島」への艦砲射撃や巡航ミサイル攻撃を行った。
『攻殻 ARISE』シリーズでは、自衛隊は国防軍に、防衛省は国防省となっている。
海坊主（ウミボーズ）
海上自衛軍の非公式特殊戦部隊。正式な部隊名は存在せず、公安9課と同様に公式には存在しない部隊であり、編成や兵力等を極秘にしている。大戦中には根室奪還作戦に参加しており、「その筋」では有名である。
元海上幕僚長の薬島幹事長の意を受けて公安9課本部を襲撃するなどし、最終的には、公安に身柄を拘束されたトグサを除く、9課のメンバー全員の身柄を拘束している。
『2nd GIG』でも、茅葺政権が計画していた強制帰化政策に反発する難民の一斉武装蜂起の鎮圧を想定して、「出島」周辺で行われた自衛軍の合同実弾演習に参加しているのが確認できる。
レンジャー4課
陸上自衛軍の中でも精鋭中の精鋭で構成された特殊部隊で、バトーも以前そこに属していた。最新式の熱光学迷彩を装備し、全員がバトーと同じ型のレンズ型義眼を装着している。『2nd GiG』第24話より登場。
陸軍特科501機関
正式名称は「陸軍開発実験団医学実験隊義体研究部特殊義体研究課501分室」。
『攻殻 ARISE』シリーズで、公安9課に所属する以前に草薙素子がいた陸軍の戦闘用義体開発を目的とする特殊機関。特殊義体を持った部隊員達は機関の備品扱いであり、与えられるのは管理コードのみで、その実態を知る人は少ない。
マトリ
正式名称は「厚生労働省医薬局麻薬対策課強制介入班」。本来は麻薬に関する凶悪犯罪を取り締まる事を目的とした厚生労働省の実働部隊だが、厚労省医薬局の新見局長が連合与党の薬島幹事長の派閥に属することから、安岡ゲイル指揮下のマトリは、NPO法人「ひまわりの会」襲撃や、中央薬事審議会理事長の今来栖尚の暗殺など、私兵集団のように運用されていた。
財団法人聖庶民救済センター
難民に対して、老人介護と職業訓練を施すことを謳った福祉施設。その実態は、政治・経済・軍事の各方面を、純血の日本人による少数精鋭のパワーエリート集団によって掌握させて、招慰難民を隷属させることを目指した施設だった。
介護ネット端末とともに、「貴腐老人たちの養子」にされた、虐待を受けている子供や孤児を聖庶民救済センターが回収して、子供たちを政治・経済・軍事の各分野で重要な政策決定を行うエリートにするための洗脳教育が行われていた。
類似の施設として、法務省授産施設閉殻症救済センターが『S.A.C.』に登場する。
法務省授産施設閉殻症救済センター
法務省管轄の授産施設で、重度の電脳閉殻症患者を一時的に隔離して、再び社会に出るために必要な訓練を施すことを謳った施設。その実態は、電脳閉殻症患者の職業訓練と称して、彼らに防壁迷路のプログラムをさせて、優秀な防壁を商品化する施設である。施設の管轄権を巡り、法務省と厚生労働省が争った経緯がある。
同授産施設から、厚生労働省に対して行われた大規模なハッキング攻撃によって、深度A以上の最高機密が流出したことを受けて、公安9課はトグサの身分を精神保健福祉士に偽装して潜入捜査を行わせた。
類似の施設として、厚生労働省と総務省が関与している財団法人聖庶民救済センターが『SSS』に登場する。
総務省
日本の中央省庁の一つ。住民基本台帳ネットワークシステム（住基ネット）を管轄している。
『SSS』での総務省の英訳名は"Ministry of Management and Coordination"であると設定されている。なお、攻殻機動隊 S.A.C.シリーズの日本では内務省が復活しているが、内務省と総務省の業務の線引きは不明である。
厚生労働省
日本の中央省庁の一つ。電脳技術を管轄している。『S.A.C.』にも登場している（笑い男事件）。
宗井塾（むねいじゅく）
総務大臣、厚生労働大臣、外務大臣を歴任した衆議院議員の宗井仁を慕う、総務省、厚生労働省の憂国の志のキャリア官僚が集う研究会や勉強会の名称。聖庶民救済センターの設立にも関与した。
ポセイドン・インダストリアル
世界有数の超多国籍企業。前身は、「日本の奇跡」といわれる放射能粉塵除去装置（マイクロマシン）を開発し、2度の核戦争で荒廃した日本の戦後復興の礎を築き、再び経済大国に押し上げる契機を作ったことで知られる〝大日本技研〟である。政財界や軍とのパイプが強く癒着の噂が後を絶たない。内閣情報庁戦略影響調査会議代表補佐官の合田一人（『攻殻機動隊 S.A.C. 2nd GIG』）も、かつては大日本技研の社員であり、前述の「日本の奇跡」を「プロデュース」したという。
原作の約95年後の『アップルシード』では、日本国そのものがポセイドンの傘下となっている。
京レ
公安9課やレンジャー4課などが正式採用している熱光学迷彩「隠れ蓑」を開発・製造した企業。ポセイドンの傘下にある。
剣菱重工
『攻殻 S.A.C.』シリーズで、陸上自衛軍と共同で多脚戦車（HAW-206や18式戦車）などを開発している企業。本社は播磨研究学園都市。『東のエデン』にも〝剣菱〟が、〝ATO〟や〝住吉〟といった日本の一流企業の一つとして登場している。
セブロ社
銃器製造メーカー。公安9課の兵器を製造しており、共同開発も行っている。
ハリマダラ社
『攻殻 ARISE』で、クザン共和国の国営企業でクザンへの水の輸入を行っている。代表はサイード博士。日本国内にもダムを所有しており、工業用水として輸出していた。
南陽新聞
日本の新聞社の一つ。日本の難民政策に対して左寄りのスタンスを取っており、それが原因で個別の11人から三度、社屋に銃弾を撃ち込まれる被害にあっている。

## 技術・医療
電脳化
脳にマイクロマシンなどを埋め込み、人間の脳とコンピュータネットワークを直接接続したバイオネットワーク技術。
脳そのものを機械に変えてしまうことも電脳化と呼び、制御ソフトを導入するタイプの高性能な義足・義手などはこの電脳化を施す必要がある。
無線通信、有線通信、情報の視覚化など現在のパソコンのようなことができるようになる他、バーコードリーダーなどによって記されたデータの読み取りも可能となる。電脳化していない者が電脳通信を行う際には旧来のデスクトップPC、または携帯端末などの通信機器が必要になる。
攻性防壁
外部からの有害な情報やハッキング行為を遮断、同時に相手に攻撃するセキュリティ機能。軍事または政府機関以外の使用は法律で禁止されている。
これにより電脳を焼かれて死亡するケースもある。
身代わり防壁
対攻性防壁のデバイス。U字形で首の後ろにある端子につけて使用するものや、ウエストポーチに入った箱型のもの、円柱状で、その側面から伸びたケーブルにシステムを繋げて使用するものなどが描かれている。この道具を通しての通信であれば、攻性防壁による攻撃を受けてもこれが身代わりになってくれるため、攻性防壁が張り巡らされた危険なシステムや、軍事機関、政府機関等にハッキングする際に使うことがある。攻性防壁の攻撃を受けると焼けてしまうため、身代わりとして機能するのは1回限りである。『攻殻機動隊 STAND ALONE COMPLEX』第6話「模倣者は踊る / MEME」にてこのシステムを草薙が使用し、攻性防壁からの攻撃を回避した。原作では、洗脳を行っている施設の警備をしているサイボーグが使用。アクティブプロテクトとも呼ばれている。
防壁迷路
システムや電脳に不正アクセスしてきたハッカー等を防壁内に取り込んでしまい、システムや電脳を守るプログラム。ただ防壁に取り込むだけで時間稼ぎにしかならない低度な物から、かかった者に幻覚（擬似現実）を見せる高度な物まで存在する。
義体化
本作世界におけるサイボーグ技術。義手、義足、人工臓器の概念を全身に拡張、草薙のように、脳と基幹神経系だけを残してほぼ全身を人工物に置換したり（完全義体化）、逆に電脳化を行わず肉体だけ義体化することも可能。生身の人間を越える運動能力を持つサイボーグは「戦闘サイボーグ」と呼ばれており、専用ソフトウェアによる格闘・射撃などの能力強化も行われている。そのため負傷や障害が無い健康体にもかかわらず、そうした特殊能力を求めて義体化を行う者も多く義体化を推進している国家や団体が存在する。その一方で電脳化と共に義体化に反対する者たちもおり、過激なテロ行動に出る組織や義体化・電脳化の禁止を第一に挙げる宗教も存在する。義体はそのほとんどが人間型の物であるが、中には半世紀以上前のSF小説に登場するようなロボット型のようなものも生産されている。
ロボット
人間同様の外観や能力を持つロボット、アンドロイドやガイノイドも実用化されており、メイドや愛玩用として販売されたもののモデルチェンジなどで捨てられたロボットが野良化するまでになっている。また電脳技術によりロボットを自分の体の様に遠隔操作するデコット（デコイとロボットの合成語）や、セボット（センチメートル級ロボットの略語）なども登場している。
アンドロイドの血液は白いタイプと、アンテナ効果や磁気の影響も考えて鉄分を多く含む赤色のタイプが存在する。
なお、サイボーグとロボットの決定的な差異は、ゴーストの有無である。
人工知能（AI）
劇中では暗号化技術のサポートや先述のロボットの頭脳が普及している。また、現代のスーパーコンピュータに相当する、大規模人工知能「α型人工知能（デカトンケイル）」などが登場している。
ゴースト
あらゆる生命・物理・複雑系現象に内在する霊的な属性、現象、構造の総称であり、包括的な概念である。作中においては主に人間が本来的に持つ自我や意識、霊性を指して用いている。
要約すると人間の肉体から生体組織を限りなく取り除く、あるいは機械で代行していった際に、自分が自分自身であるために最低限必要な物、又はその境界に存在する物こそゴーストであり、生命体の根源的な魂とも表現できる。しかし厳密な意味ではゴーストは構造や複雑さ、効果において同一ではない包括的な概念であり、その構造や機能で人間のゴーストと区別しなければ森羅万象にゴーストはあるとされている。
ゴーストは上下方向に無限の階層構造を持っており、その中に意識・無意識・自我などのレベルが存在するが、上部に完全支配されている訳ではなく、相互に連結しながら上部構造が緩やかに下部構造を総体としてまとめている。脳科学の見地からは、大脳と視床下部の活動に大きく影響しているとされている。
作中では、ミクロな意味合いでの遺伝子やマクロな意味合いでのガイア理論を持ち出すことで、個人・集団とは異なる第三の主体としてこのゴーストという概念を上げている。人間という現象をゴーストを通じた複雑系が織り成す現象へと還元することで、スタンド・アローン・コンプレックスをも定義している。
なお作中においては脳科学や電脳化、霊能者の研究が進み、一般的に認識されるようになっている。
ゴーストの囁き
シリーズ全般において、主に人間（サイボーグ）が事前に、あるいはその場で行動すべき最良の手段を本能的に嗅ぎ分ける直感的な能力として位置付けられている概念。作中で草薙がよく口にするセリフであるが、その場合は犯罪の匂いをいち早く察知する感覚や本能（俗にいう刑事の勘）といった意味合いである。
ゴーストハック
ゴーストを活用したサイバー犯罪行為で、電脳乗っ取りなどと訳される。人間の脳をコンピュータ、もしくは、ネットワーク端末のように扱えるようにした電脳に対して、ハッキングあるいはクラッキングすること。他人の電脳に侵入、義体を含む体（人造の機械の体）の自由を奪う、コントロールする、記憶を操作するなどの影響を与える。ファイアウォール状の攻性防壁で阻止または時間を稼げる。またゴーストハックを行うコンピュータウィルスも存在する。この行為は重罪であり、発覚すれば終身刑級の極刑が課せられる。
光学迷彩
特殊な光学技術を応用して、使用者の姿を光学的及び熱領域レベルまで視覚的(一部電子情報的)にカモフラージュする事が可能な技術、及びそのシステムの総称。視覚的には透明であるが、当然使用しても実体はなくならないので、音や加圧（重量）で察知される事もある。また、高湿度や埃のある環境下では著しく効果が損なわれる。その特性上、一部の政府機関（6課や9課）への配備や、使用禁止箇所(重要政府機関内など)が厳しく定められている。
作中には、「京レ」製「隠れ蓑」(全天候型2902熱光学迷彩服)や同社製3003式熱光学迷彩、17式光学迷彩といった人間が身につける製品が出てくるが、それ以外にも様々な用途に応じた物(車両、戦車、タンク)に施す物など幾つかある模様。『攻殻機動隊 S.A.C. Solid State Society』にて、宗井仁議員の本拠地である聖庶民救済センターに突入するシーンで、警備サイボーグと屋上対決したトグサが身に纏っていたのは東セラ製の3302式新型光学迷彩。
IRシステム
Infra-red（赤外線）の略。Nシステムを含めた公安監視網システムのこと。日本全土に張り巡らせてある監視カメラによって、犯罪者や被害者の現在位置を探索することができる。『攻殻S.A.C.』シリーズの日本では、強力な公安監視網が構築されている。
電脳硬化症
脳の「電脳化」によって脳細胞が硬化する病気。結核、ガン、エイズなどと並び、21世紀の不治の病とされている。
確率は低いが電脳化を施した者なら誰でも罹患の可能性がある原因不明の病で、発症すると電脳化を施した部分が徐々に硬化していき、最終的には脳死に至る。マイクロマシン療法や村井ワクチンにより進行を抑制することができる。
村井ワクチン
電脳硬化症に効果があるとされるワクチン。医学博士の村井千歳により、サルの結核菌抗体から偶然発見された抗腫瘍抑制剤。
マイクロマシン療法などによる電脳硬化症の治療は当時開発途上で、その効果は不明であったものの国に認可され、実利をあげていた。そのため、マイクロマシン療法を否定されては困る者たちや、村井博士の功績に嫉妬する医師などの陰謀により、村井ワクチンは国からの認可が見送られた。しかし、その効果は確かなものであり、2021年4月に、特定指定者有償実験薬として認可され（表向きの発表はない）、有名人や権力者たちが秘密裏に接種していた事実がある。この事柄については、厚生労働省が所持していた「村井ワクチン接種者リスト」に記載。ワクチンを不認可にした張本人である今来栖尚本人もワクチンを接種していたことが、第20話「消された薬 / RE-VIEW」で明らかとなっている。
村井ワクチンにまつわる厚生労働省のスキャンダルは、本作の主要な題材である「笑い男事件」の背景になっている。主に作品中の第20話「消された薬 / RE-VIEW」、第21話「置き去りの軌跡 / ERASER」で語られる。
日本の奇跡
MM（マイクロマシン）による放射能除去技術のこと。「日本の奇跡」によって新しい核の抑止兵器を保有した日本は、戦後、驚異的な経済復興を遂げた。

## 事件関連
笑い男事件
アーネスト瀬良野誘拐とウィルスプログラムばら撒きによるマイクロマシンメーカー脅迫を発端とするサイバーテロ。アオイと呼ばれる青年が主犯とされている。
スタンド・アローン・コンプレックス
「笑い男事件」における一連の社会現象に対して、草薙素子が名付けた造語。作中における電脳技術という新たな情報ネットワークにより、独立した個人が、結果的に集団的総意に基づく行動を見せる社会現象を言う。孤立した個人（スタンドアローン）でありながらも全体として集団的な行動（コンプレックス）をとることからこう呼ばれる。これは個人が電脳を介してネットを通じ不特定多数と情報を共有することにより、無意識下で意識が並列化されながらゆるやかな全体の総意を形成し、またその全体の総意が個人を規定するために発生するという、高度ネットワーク社会が舞台であるが故に起こり得る現象である。
時にはある事件において実質的な真犯人が存在しない状態が、全体の総意において架空の犯人像を生み出し、その架空の犯人像の模倣者（模倣犯）がその総意を強化・達成するような行動を見せるという独特の社会現象が起こる。
作中では、電脳から直接的に無線ネットワークを介して瞬時に情報交換をすることが可能となっており、特定の個人（笑い男やクゼなど）が見聞きし知り得た情報でも、それを公開することで、瞬時にあらゆる人がその情報を共有出来るようになっている。その結果、知識の程度や思想の傾向が同水準である人間達による集合体が形成される。これがオリジナル（先導者）を喪失した個人（孤立した個）の集合体であるが、『2nd GIG』ではハブ電脳を獲得してより組織化するに至る。
招慰難民
大戦によりアジア各地で発生した難民を、日本政府が安価な労働力として招き入れたもの。その数は300万人を超える。日本に帰化することを頑なに拒み、民族としてのアイデンティティを維持したまま、日本政府の難民対策事業に依存しており、戦後復興以降に労働力過剰となって冷遇されている関係で、難民の不満が蓄積しているほか、日本国民からは「税金を無駄に喰らっている」「日本に帰化することすらしない難民のために増税を強いられた」として、彼らへの反感や憎悪が増している。近年では、政府が指定した難民移住区以外の主要政令都市にも難民が流入しはじめており、各地に難民街が形成されつつある。
人工知能やロボット技術の発達により、招慰難民に代表される低賃金労働者などが必要とされる〝人間にしかできない仕事〟は限られてきており、高性能の国産義体を手に入れることができない難民への職業差別が問題化している。
出島
「新出島」とも称される人工島。全国5箇所に置かれている招慰難民居住区の一つ。
正式には「九州招慰難民居住区出島キャンプ」。出島の名のとおり長崎市稲佐山北西方、相川集落沖の人工島に設置されている。陸との間に長い橋（出島大橋）があり、橋には長崎県警の警備隊による厳重な検問所が設置され、自由に出入り出来ないようになっている。
他に、網走、函館、東京（関東招慰難民居住区）、新浜、もしくは、北海道、関東、神戸、新浜に難民居住区がある。
『SSS』では、招慰難民居住区の場所は、北海道、関東、神戸、新浜、長崎の全国五ヵ所に点在していると明確に言及されている。
出島は国内に点在する5箇所の招慰難民居住区の中では最大規模であり、戦後荒廃した都市を再利用した他の難民居住区とは違い、初めから新しい住居を設けて作られたフロート式洋上都市である。当初は仮設住宅だけであったが、現在では香港島やタイのバンコク並みにエネルギーに満ちた無国籍都市となっている。中央ゲートを通らずとも交易を行えるように非合法の港まで設けており、難民達の難民達による難民達のための「聖地」になりつつあった。
このほか、シアク共和国出身者を中心に大阪の廃墟区域に闇市場が立ち並ぶ難民街を形成しており、スラム街化している。また、一部が武装難民化している。このため、日本政府は政府主導で大阪の再開発事業を行っているほか、内務省を通じて9課に武装難民の排除を命じている。
初期革命評論集
革命評論家のパトリック・シルベストルによって書かれた書籍で、正式タイトルは「国家と革命への省察 初期革命評論集」。「第三身分の台頭」、「支配からの脱却」、「王朝の終焉」、「社会主義への希求」、「狂喜前夜」、「神との別離」、「カストロとゲバラ」、「虚無の12年」、「原理への回帰」の9編と、作者自身が遭遇し革命指導者への憧れを掻き立てられた「五月革命」の1編、あわせて10篇からなる書物である。
幻の一編とされる「個別の11人」は「五・一五事件を能楽と照らし合わせ評論したもの」「作者が五・一五事件を最後まで革命と定義付けることが出来ず封印したため初版はたった20冊のみが発行された」「五・一五事件と能楽を照らし合わせ、成功しても失敗しても一度きりという共通の性質から、革命を指揮する英雄の人間としての命の輝きを評価した」とされ、個別主義者の聖典とされる。しかしこの「個別の11人」は実際には存在せず、その正体は巧妙に偽装されたコンピュータ・ウイルスで、内閣情報庁の合田一人が作ったものであった。
タイトルは、パトリック・シルベストルのモデルとなった三島由紀夫の『近代能楽集』がモデルになっている。
個別の11人
『2nd GIG』第1話において中国大使館を占拠した9人のテロリストグループ。アジア難民の受け入れ即時撤廃と、出島など国内に5箇所ある招慰難民居住区の完全閉鎖を求め、承諾しなければ人質を殺すとの声明を発表したが、県警SWATの突入直前に開始された公安9課による強襲作戦によってテロリストは制圧された。この事件は9課再編の足掛かりとなった。
事件後、内閣情報庁代表補佐官の合田一人が「個別の11人ウイルス」を作成。このウイルスは、「初期革命評論集」を電脳内に保持していることによって感染するように仕組まれていた。感染者の中から発症因子を満たしている者のみ発症し、「難民を攻撃することで難民の蜂起を促す」という行動（「奉仕」と呼ばれる）を始め、最終的には「英雄の最後は死によって締めくくられる」という思想に従って自殺や集団自決をすることになる。ウイルスの発症因子は「義体化率が高い」「義体化以前の生身の時に童貞であった」というものである。また、ウイルスに感染した者は「初期革命評論集」の中に幻の一編「個別の11人」が存在していると思いこみ、「個別の11人」を「聖典」と呼ぶ。
クゼは「個別の11人ウイルス」に感染して茅葺首相暗殺未遂事件を起こした後、ウイルスに感染してテロを起こした者達とともに集団自決しようとするが、「難民を攻撃することで難民の蜂起を促す」という行動に疑問を感じ、最終的にウイルスの分離に成功して集団自決を思い留まり自決現場から逃走する。後にクゼは出島に現れ、ハブ電脳を介しておよそ300万人の難民の指導者となって、日本政府に出島を独立国として認めさせるために戦うこととなる。
劇中登場する「個別の11人」マークのデザインは、かつてエイフェックス・ツインのロゴも手がけたポール・ニコルソンによるもの。ニコルソンは前作においても「笑い男」のロゴを手がけていた。
難民問題
第4次非核大戦によってシアク共和国が崩壊し、アジア全域に難民が発生する。中国などは難民の受け入れを拒否するが、当時、戦後復興のため安価な労働力を必要としていた日本政府は、アジア難民の受け入れを決定。招慰難民対策特別措置法を制定し、北海道・関東・神戸・新浜・長崎の5箇所に招慰難民居住区を設置し、戦後復興と国際貢献を国際社会にアピールした。しかし拡大する招慰難民居住区の確保と、難民の生活保障のために多くの税金が投入されているということに世論が批判的に転化し、安価な労働力が失業率を押し上げているという論調もあいまって、日本社会全体に難民受け入れに対する嫌悪感が広がっていく。これが難民問題の発端である。
その後、難民嫌悪の世論を体現する「個別の11人」という反難民テロ集団が出現、難民に関連する企業や政治家や個人などに対しテロを起こしたり暗殺したりする事件が頻発化し、これにいよいよ世論は同調、対する難民も国民との摩擦にどんどん追い詰められて自爆テロを起こす一派まで発生するに至る。
茅葺首相は難民対策特別措置法を廃止し、難民利権の解体とそれによる財政赤字の解消を目標に、難民受け入れの無期限停止と難民居住区の段階的縮小、そして難民帰化政策によって招慰難民を日本国国民として強制帰化させるという政策を推し進めようしていた。
作品内では所々五・一五事件に触れる部分が出て来るが、それは五・一五事件が上記に似て当時の世論や風潮を体現する様な思想内容であったこと、首謀者達も世論から同情や共感、果ては英雄視までされる見方まで現れていたこと、また、パトリック・シルベストルのモデルとなった三島由紀夫も、五・一五事件や二・二六事件の思想的影響を強く受け、戦後、自衛隊にクーデターを起こすよう促していたことなどが挙げられる（「楯の会」と「三島事件」を参照）。
新宿大深度地下原発
大戦前、新宿大深度地下に極秘裏に建造された原子力発電所であり、『2nd GIG』第6話においてトグサによりその存在が確認された。完全防護した陸上自衛軍部隊が警備している。
八一軍旗
中国軍が使用している軍旗。中国人民解放軍のエンブレムに八一の文字があることから。
貴腐老人
子孫を残さなかったために身寄りがないまま全自動老人介護システムを利用し、最低限の措置が施された状態の高齢者が、生きながら貴腐葡萄さながらに干からびていくこと。死亡してしまうと遺産を国家に回収されてしまうため、それを阻止する彼等の総意と傀儡廻しが結託してソリッドステートを構成していく。
傀儡廻（くぐつまわし）
正体不明の超ウィザード級ハッカー。物語中で自殺事件に関係した人たちは「傀儡廻（くぐつまわし）！　傀儡廻（くぐつまわし）！」と叫んだ。この「傀儡廻（くぐつまわし）」は「攻殻機動隊」コミック版・映画での「人形遣い」を思わせる。この「傀儡廻（くぐつまわし）」の正体は物語の終盤で、明らかになる。
シアク共和国
架空の国。革命で国を追われた軍事政権の指導者カ・ルマ将軍が日本に亡命している点や傀儡廻とのつながりなど、原作版・映画版第1作に登場の「ガベル共和国」を髣髴とさせる。東のエデン 劇場版II Paradise Lostで、セレソンNo.10の結城亮が手渡された偽造パスポートの国籍は、シアク共和国である。
Solid State
大阪の病院で草薙が「近づくな」とバトーに警告した謎の言葉。その正体は、コシキタテアキが構築した、虐待を受けている子供達を救うため、その親を電脳ハックし、被害者の子供を電脳化した上で親子である記憶を消して戸籍をロンダリング、貴腐老人の子供となりその遺産を受け継ぐことをオートマチックに行うインフラ「ソリッド・ステート・システム」である。
本来の意味は、ダイオード、IC等の固体の半導体素子。ソリッドステートを参照。
バトーは草薙の語ったこの言葉を、「Solid State ＝ 素子（そし）＝ 素子（もとこ）」と推察し、草薙が傀儡廻（くぐつまわし）の正体ではないかと疑っていた。

## 登場兵器
多脚戦車
自動爆撃ヘリ
アームスーツ自衛軍で使用される強化外骨格。

## 地理・地名
東北地方、中部地方
『攻殻S.A.C.』シリーズでは、仙台、新潟が壊滅しており、核攻撃されたようなクレーターが出来ているが、秋田から来たと称する人物も登場しており、少なくとも秋田は健在な（あるいは復興を遂げた）模様。また、プレイステーション2用ゲームでは、岩手県花巻市のダムに偽装された陸上自衛軍の施設「東北自治区」が主要舞台として登場している。
関東地方
原作では第四次非核大戦時にEC米ソ連合による核攻撃を受けて壊滅した。『攻殻S.A.C.』シリーズでは中国によって核攻撃されて壊滅している。
作中に時折現れる地図では、東京及び関東平野（首都圏）の東部分は海となっており、東京都の東半分と神奈川県（横浜市や川崎市、横須賀市の沿岸部）、千葉県全域は核爆発の影響による地殻変動で水没したと見られる。作中には道路標識も見られる。そこでは新宿などは「旧市街地」と表記されているが、環状七号線の内側は水没しており、それら全域は「内環七」と呼ばれている。
『2nd GIG』では、調査のため新宿や荻窪周辺をトグサが歩き回る場面があるが、都庁は地殻変動の結果水没（上半分は海上に露出している）し、荻窪駅周辺も荒廃し、招慰難民居住区となっている。
核攻撃を受けた東京は大部分で「日本の奇跡」による放射能粉塵除去が行われたが、新宿原発の影響で都庁周辺では放射能汚染が続いている。すでに東京の再開発は始まっており、瓦礫の撤去や新地の整備が行われている。
関西地方
アニメ設定では、東京首都圏に代わって日本国の首都機能を一時期担っていたのが、関西地方にある新浜県新浜市である。新浜市は兵庫県神戸市の沖合いに造成された海上人工都市であり、新浜市がここまで発展したのは、福岡市に新首都を置くまでの間、東京の代替地として機能していたためである。
『攻殻S.A.C.』シリーズでは、舞鶴一帯が壊滅しており、核攻撃されたようなクレーターが出来ている。
朝鮮半島
原作では大韓民国によって南北が統一されており、人工的に作った埋立地には米軍の東アジア方面の主力が駐屯する軍事基地が存在する。
『攻殻S.A.C.』シリーズでは、第四次非核大戦終結後も内戦が続いていた為、2024年冬には国際連合の要請で新義州にPKF部隊が派遣されており、日本も自衛軍を派兵している。また、その後のシアク共和国崩壊に伴う6ヶ国協議には、韓国と北朝鮮が参加しており、朝鮮半島は統一されていない。
中国大陸
原作では1999年に中国の北京に巨大隕石が落下し、中国共産党の指導部が壊滅。その結果、中央のコントロールが利かなくなった事により中国南部が民主化し、第四次非核大戦には日本側に立って参戦し、EC米ソ連合と戦った。
『攻殻S.A.C.』シリーズでは、中華人民共和国は健在であり、『2nd GIG』第26話では、米帝の海軍士官が八一軍旗（中国人民解放軍）に言及している。第三次核大戦で日本に核攻撃を複数回行い、東京を壊滅させ、沖縄を核攻撃で島そのものを水没させるなどしている。他にも、日本には仙台、新潟、舞鶴に核攻撃されたようなクレーターが出来ている。
大戦中に日本に核攻撃を行った経緯から、日本国内からは中国外務次官の沖縄戦没者慰霊式典出席に対して、「核攻撃を行った張本人が、慰霊などとは！」との反発が出ていた。中国政府は日本への核攻撃が行われた原因は現場部隊の暴走であると発表しており、部隊に責任を取らせるために大量の処刑が行なわれたが、辻崎ユウが父から知らされた「沖縄を巡る真実」とは、「実際には（日本への）核攻撃を中国政府が手引きしていた事実」であり、それ故に辻崎ユウは中国外務次官の暗殺を企てたのではないかとの「臆測」が出ている。
『2nd GIG』第17話では、中華人民共和国と台湾との間で国交がようやく正常化したとの言及がある。
アメリカ
原作ではEC・ソ連と同盟を組んで、1999年9月に東京を核攻撃し、EC米ソ連合対アジア連合という図式の第四次非核大戦を勃発させた。戦後はアメリカ南部の米帝と、西海岸と北東部に位置する米ソ連合の二つに分裂している。
『攻殻S.A.C.』シリーズでは、第三次核大戦、第四次非核大戦の影響で、米帝、米露連合、アメリカ合衆国の三ヶ国に分裂している。日米安全保障条約は日本と米帝との間で維持されており、『2nd GIG』では茅葺政権が米帝の経済的疲弊を見計らって、日本主導での安保再締結を目指しており、米帝側も応じる姿勢を見せていた。一方で、米帝は日本の間接統治体制の復旧も図っており、米帝CIAの工作員が内閣情報庁戦略影響調査会議代表補佐官の合田一人の策謀を支援していたほか、制御できないと判断したクゼを排除している。
淡路島
『攻殻S.A.C.』シリーズでは、2024年に日本国際博覧会、淡路万博が開催された。
根室
北海道に存在する都市。大戦中に近隣国によって占領され、日本で唯一戦場になった都市であり、「根室上陸工作戦」などの物理戦・電脳戦を中心とした大規模な奪還作戦が展開された。
択捉島（北方領土）
原作では1991年に日本国に返還され、その後極東最大の情報集約型都市として飛躍的発展を遂げるが、返還後も国家主権が曖昧な状態が続いたため、多国籍企業や犯罪組織の巣窟・無法地帯となってしまう（『イノセンス』では経済特区と呼ばれている）。
福岡市
新たな日本の首都。首相官邸や、内務省、防衛省、警視庁などの官庁や政府機関が置かれている。高層ビルが所狭しと立ち並ぶ地区では、日本復興の象徴である「九州電波塔」も存在しており、『2nd GIG』では「個別の11人」が自決場所に選んだ。一方で屋台が軒を列ねる通りもあり、『2nd GIG』第8話で博多ラーメンの屋台で荒巻と久保田が密会していた。
新浜県新浜市
日本の海上人工都市で、「ニューポートシティ」とも呼ばれるオフィス街や移住区が複合的に配置されている。
『攻殻S.A.C.』シリーズと『攻殻ARISE』シリーズでは、神戸沖（六甲アイランド）に位置する。
原作では1999年に東京に核が撃ち込まれ壊滅したため、一時的に暫定首都として機能した。『攻殻S.A.C.』シリーズでは、暫定首都だった頃の名残として、新首都である福岡市に首相官邸やいくつかの中央省庁が移転した今も、厚生労働省や外務省、内閣情報庁、聖庶民救済センターなどの官庁や政府機関が置かれており、公安9課の本部も置かれている。
港北ニュータウンという新興住宅地も建設されており、大きくなってきた子供たちの安心・安全を考えたトグサは、港北電脳施術病院などの福祉施設が圏内にあるこの住宅地に引っ越していた。
『東のエデン』では2011年2月19日に発生した「60発のミサイル」で攻撃対象にされた日本の主要政令都市の一つとして登場。海上自衛隊のイージス艦からトマホークを撃ち込まれたが、航空自衛隊のF-15Jやパトリオットによって迎撃され、攻撃は阻止されている。
住吉台
作中の事件、看護師殺害事件の容疑者の住所。神戸市東灘区に実在。
首都高速道路
新浜県と兵庫県を走る高速道路。首都は福岡市に移転しているにもかかわらず「首都高」と呼ばれている。
播磨研究学園都市
兵庫県にある研究都市。「播磨学園都市」とも称されている。電脳技術ビッグバンを促した神経素子（ニューロチップ）が誕生した場所であり、タチコマやウチコマの故郷でもある。
『東のエデン』にも「播磨学園都市」として登場しており、ATO財団が管理運営を行っている「ATO播磨脳科学研究所」や、『S.A.C.』第2話にも登場した剣菱重工の演習ドームなどが置かれている。
実在のモデルとしては、上郡町、たつの市、佐用町にまたがる播磨科学公園都市がある。大型放射光施設SPring-8が所在する。
新浜大橋（明石海峡大橋）『S.A.C.』第2話に登場した淡路島と兵庫県神戸市垂水区を結ぶ吊り橋。建設にはSPring-8の4倍もの税金がかけられている。(明石海峡大橋本体の建設費は約5千億円、SPring-8の初期建設費は約1,100億円、整備費は1,319億円。)
沖縄
原作では大戦時中国から核攻撃を受け消失した。現在では大戦時に廃墟化した施設がごく一部残っている程度である。
『攻殻S.A.C.』シリーズでは、荒巻の友人であり、元陸自調査部長の辻崎英雄（『S.S.S.』以降は辻崎莞爾に変更）一佐が、第三次核大戦での中国による沖縄への核攻撃で妻を亡くしている。